# Borovice montereyská

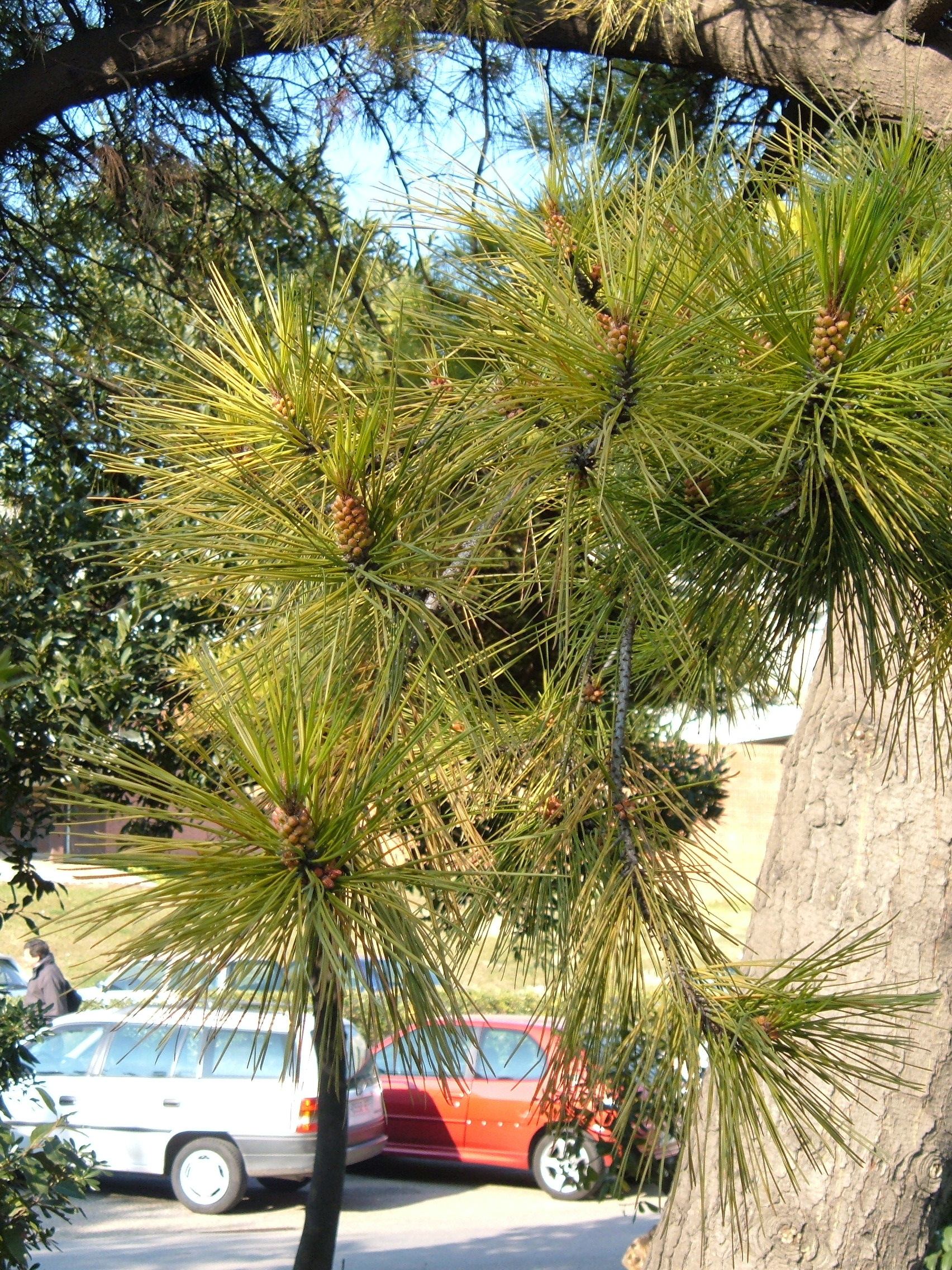
Jehlicovité listy

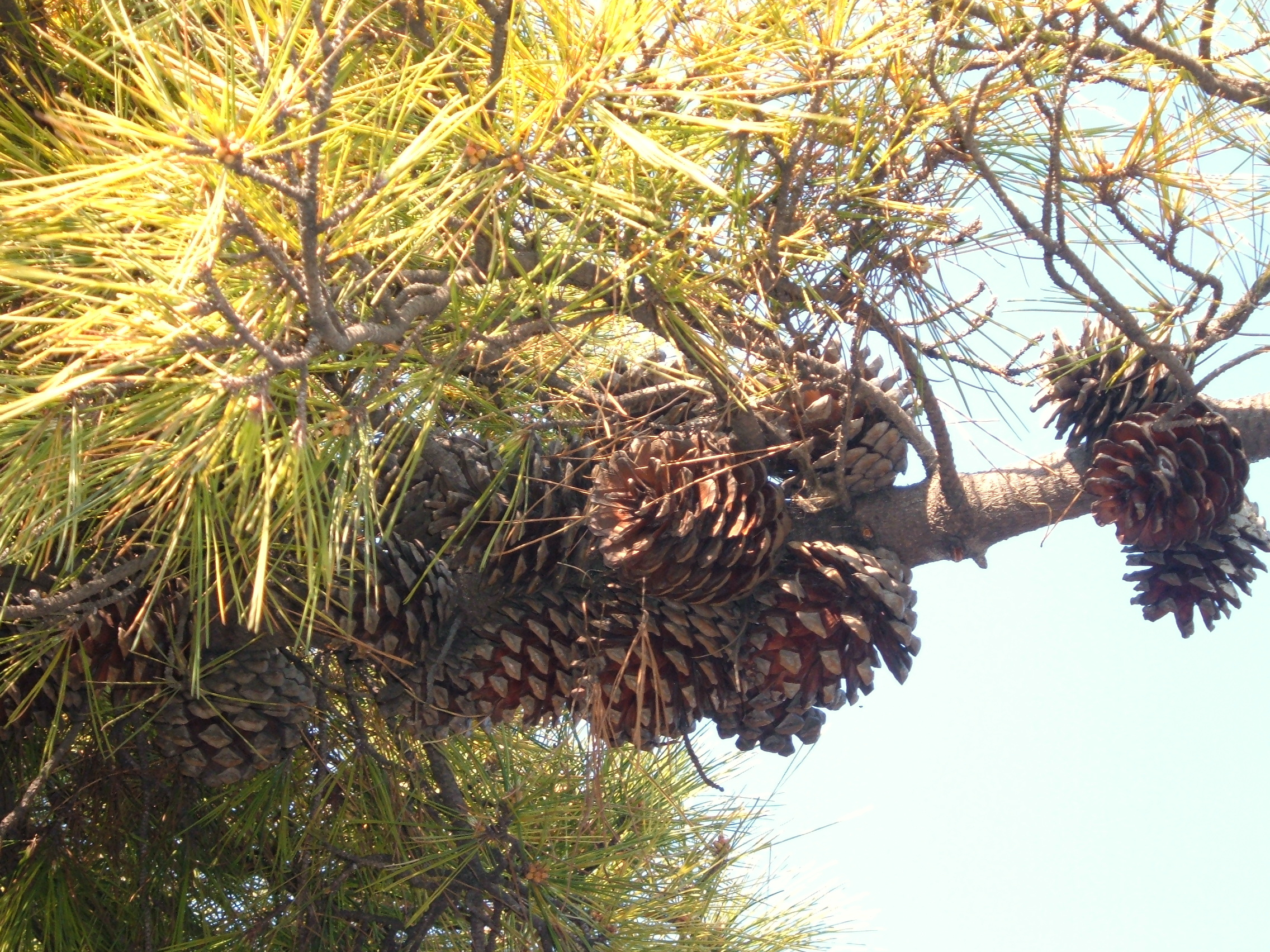
Zralé šišky

Borovice montereyská (Pinus radiata, též borovice paprsčitá) je rychle rostoucí jehličnatý strom vysoký až 30 m, s kmenem hrubým do 90 cm. Tato dřevina je původním druhem ve Spojených státech amerických, kde roste v několika malých oblastech přiléhajících k Tichému oceánu. Počty těchto stromů na původních místech klesají a je proto organizací IUCN považována za ohrožený druh (EN).
Na druhé straně je tento druh borovice velmi rozšířený mimo domovskou Severní Ameriku a je dokonce považován za nejrozšířenější borovici na světě. Pro své vlastnosti, rychlost růstu a nenáročnost na prostředí, bývá hojně vysazována v jižní Evropě, Jižní Americe, jižní Africe a v Austrálii, na Novém Zélandu je dokonce nejběžnějším stromem. V mnoha příhodných oblastech rychle zdomácněla a sama se do tamní přírody rozšiřuje, v Austrálii je dokonce místy považována za invazní druh ohrožující původní blahovičníkové lesy.
Druhové jméno „montereyská“ pochází od jednoho místa původního výskytu, od Montereyského poloostrova s historickým městem Monterey, nacházejícím se na pobřeží Pacifiku.

## Původní rozšíření
Borovice montereyská pochází z Kalifornie na západě Spojených státech amerických a z ostrovů patřících k mexickému státu Baja California. Ve Spojených státech roste ve třech oblastech na kalifornském pobřeží, jedno je na rozhraní okresů San Mateo a Santa Cruz, druhé v okrese Monterey a třetí v okrese San Luis Obispo. Nejseverněji se borovice nacházejí v přírodní rezervaci Año Nuevo (37° severní šířky) v okrese San Mateo, nejjižnější asi o 200 km jižněji v rezervaci Cambria (35,5° severní šířky) v okrese San Luis Obispo. Jen zřídka se vyskytuje dále než 11 km od oceánského břehu. V  Mexiku rostou na pacifickém ostrově Guadalupe (29° severní šířky), vzdáleném od kalifornské populace asi 740 km a na ostrově Cedros (28° severní šířky) vzdáleném 910 km. Stromy z kalifornské pevniny jsou řazené do variety 'radiata' a z mexických ostrovů do variety 'binata'. Před příchodem Evropanů rostla borovice montereyská zhruba na 10 000 ha, nyní jen na pouhých 5300 ha.

## Ekologie
Roste většinou na svažitých terénech a nedostatek vláhy nahrazuje jímáním vlhkosti z mlh. Nejlépe jí vyhovují roční srážky 650 až 1600 mm, přežívá i při rozmezí od 350 po 2500 mm a snese i období minimální vláhy v délce až šesti měsíců. Vyskytuje se od hladiny moře po nadmořskou výšku 4000 m n.  m. Spolehlivě roste při průměrné roční teplotě 8 až 17 °C, snáší krátkodobě teplotu až −18 °C. Stromy začínají dávat pyl již ve věku pěti až šesti let, produkce samičích šištic s  vajíčky nastává později. Produkce pylu i množství semen vykazují rok od roku velké výkyvy, reprodukční činnost je podporována teplem a vysokými dešťovými srážkami.
Vyžaduje úrodnější půdu než většina borovic, nejlépe vyhovuje hluboká, dobře odvodněná, neutrální až slabě kyselá. Nevelké pozemní požáry toleruje, ale plameny sahající až do koruny ji mohou zahubit. Je sice náročná na světlo, ale snáší stín více než ostatní borovice, může tvořit energeticky využitelný podrost vyšších stromů. Borovice montereyská je krátkověká, dosahuje plné velikosti za 80 až 100 let a zřídka žije déle než 150 roků.
V masovém měřítku byla borovice vysázena na Novém Zélandu a v jihovýchodním Chile, na obou místech po 1,5 milionu ha, v jižní Austrálii více než na 700 000 ha, v severním Španělsku asi 220 000 ha, v  Jihoafrické republice 55 000 ha a dále v Argentině, Ekvádoru, Keni, Kolumbií, Peru, Itálii, ve Francii i na Britských ostrovech. Na rozhraní tisíciletí rostla na plantážích o celkové rozloze přes 4 milionů ha, z toho více než 90 % na jižní polokouli.

## Popis
Stálezelený strom s hustou korunou, který bývá obvykle vysoký 20 až 35 m a zřídka vyroste přes 40 m. Průměr kmene je poměrně variabilní, v hustých porostech bývá 40 až 75 cm, ale izolovaně rostoucí stromy mívají kmen o průměru přes 100 cm. Tvar kmene je rozdílný podle místa růstu, na stanovišti s nedostatkem dusíku a fosforu bývá kmen rovný, s malým zúžením a málo větvený, kdežto stromy na úrodných půdách mají kmeny silně zúžené, poměrně křivé a brzy rozvětvené. Kůra kmene je ve spodu tvrdá, silná a tmavě hnědá, výše je však mnohem tenčí. Úhel, s kterým vyrůstají hlavní větve, je velmi variabilní, přičemž silné mají tendenci růst strměji. V nedospělém stadiu přirůstají větve neuspořádaně, teprve v šesti až dvanácti létech strom získává vzhlednější tvar. Jehlicovité listy jsou uspořádané ve svazečcích po dvou (varieta 'binata') nebo po třech (varieta 'radiata'). Jsou měkké, poddajné, dlouhé 10 až 18 cm a široké 1,2 až 2 mm. Jejich barva je obvykle tmavě zelená, ale může být modravě zelená nebo nažloutlá. V juvenilní fázi, která bývá různě dlouhá, bývají listy světle zelené.
Hloubka kořenění závisí na prostupnosti půdy, na vrstvách pobřežních písků nebo sopečného popele může kořenový systém sahat velmi hluboký, kdežto ve zhutněných štěrkovitých vrstvách nebo na skaliscích je hloubka výrazně omezená. Mladé stromy mají velmi dobrou regeneraci kořenů a rychlou produkci vláknitých kořínků, což usnadňuje přesazování vzrůstnějších semenáčů.
Samčí šištice jsou válcovité, dlouhé 7 až 17 mm a rostou po celém stromu, samičí jsou červenofialové a rostou jednotlivě nebo ve shlucích na postranních větvích. K  opylování dochází po zimním slunovratu, jakmile to teplota dovolí, na chladných místech se může opozdit i o čtyři měsíce. Od opylení do dozrání semen uplynou téměř dva roky. Čerstvě zralá šiška je světle nebo středně hnědá, vejčitě kuželovitá, 5 až 20 cm dlouhá a 4 až 9 cm široká. Obsahuje 120 až 200 semen a obvykle se prvně otevře během teplých dnů v pozdní zimě nebo časném jaru. Šiška zůstává připevněná ke stromu po delší dobu a v závislosti na teplotě a vlhkosti se otevírá a uzavírá, semena tak uvolňuje po částech. Eliptická semena jsou asi 2 cm dlouhá, okřídlená a rozptylována větrem, převážná většina semen nedolétne dál než do trojnásobné výšky stromu, část však může vítr zavát i do vzdálenosti několika kilometrů.

## Rozmnožování
Borovice montereyská se rozšiřuje hlavně semeny, hmotnost tisíce semen je 18 až 30 gramů. Pokud se šišky samy neotevřou, dosušují se pro zisk semen v peci při teplotě do 55 °C. Semena lze skladovat v chladných místech po několik let. Klíčení je poměrně rychlé a rovnoměrné, předběžná úprava semen není nutná. Pro dobrý růst semenáčů je potřebná mykorhiza, symbiotické soužití dřeviny s houbami. Sazenice se mohou do terénu vysazovat ve věku od půl roku výše, běžné vzdálenosti bývají 1,5 až 3 m × 1,5 až 3 m. Stromy se na plantážích sázejí do menšího sponu při předpokladu brzkého kácení (rotace do 25 let), nebo do většího sponu pro pozdější kácení (rotace po 50 létech). Několik jedinců vždy roste rychleji než ostatní, vytvoří si dominanci a nakonec vzniknou typické porosty. V hustých porostech bývají kmeny do výšky 8 až 15 m bez větví a koruna je špičatá.

## Význam
Výsadba plantáží borovice montereyské zajistila v mnoha zemích dostatek dřeva a tím ochránila před kácením vzácné, pomalu rostoucí domácí druhy. Rozlehlé pásy stromů s vlastnostmi větrolamů zaručily obnovu celých oblastí s erodovanou půdou a stabilizovaly velké plochy pohyblivých dun. Kromě potlačování eroze stromy zajišťovaly i zlepšení úrodnosti půdy, neboť současně s nimi byl na celou plochu vyséván vlčí bob či jiná nenáročná luštěnina zkvalitňující strukturu půdy a zvyšující obsah dusíku.
Využití dřeva borovice montereyské je univerzální, má širokou škálu použití. Dělají se z něj lehké konstrukce, používá se v truhlářství na nábytek, podlahy, obklady, dýhy i různé kompozitní materiály na bázi dřeva, např. dřevovláknité desky, dřevotřísky, překližky, laminátové desky, sololit apod. Používá se na stavební materiál, nosníky, sloupy, zhotovují se z něj železniční pražce, různé přepravky a palety. Velká část dřeva je po rozvláknění požitá k výrobě buničiny. Kůra a drobné větvičky jsou používané pro zahradní mulč, tenké části dřeva a nevyužité zbytky jako palivo. Bývá také pěstována na vánoční stromky.